# Henry Savile
Sir Henry Savile (30 novembre 1549 – 19 febbraio 1622) è stato un matematico e traduttore inglese, preside del Merton College di Oxford e Provost del collegio di Eton.

## Biografia
Era il figlio di Elizabeth, figlia di Robert Ramsden, e di Henry Savile di Bradley, presso Halifax (West Yorkshire), membro di un'antica famiglia, i Saviles di Methley (City of Leeds).
Fu il fondatore della Savilian Chair of Geometry, la cattedra assegnata ai professori di Matematica presso l'Università di Oxford, e fu fra i saggi incaricati della stesura della Bibbia di re Giacomo.
Sir Henry Savile fu direttore del Merton College di Oxford e rettore di Eton, dove, nel 1612, pubblicò un'edizione delle opere di San Giovanni Crisostomo. Le pagine scritte da Savile per l'opera ammontano a quasi 16.000, e non rappresentano affatto l'unico prodotto della sua vita di studioso versatile e attivo. Può essere indice del suo impegno una frase rivoltagli dalla moglie: "Sir Henry, vorrei essere un libro, così badereste a me un poco di più".

## Opere
- (EN) A Libell of Spanish Lies, Londra, Iohn Windet, 1596.

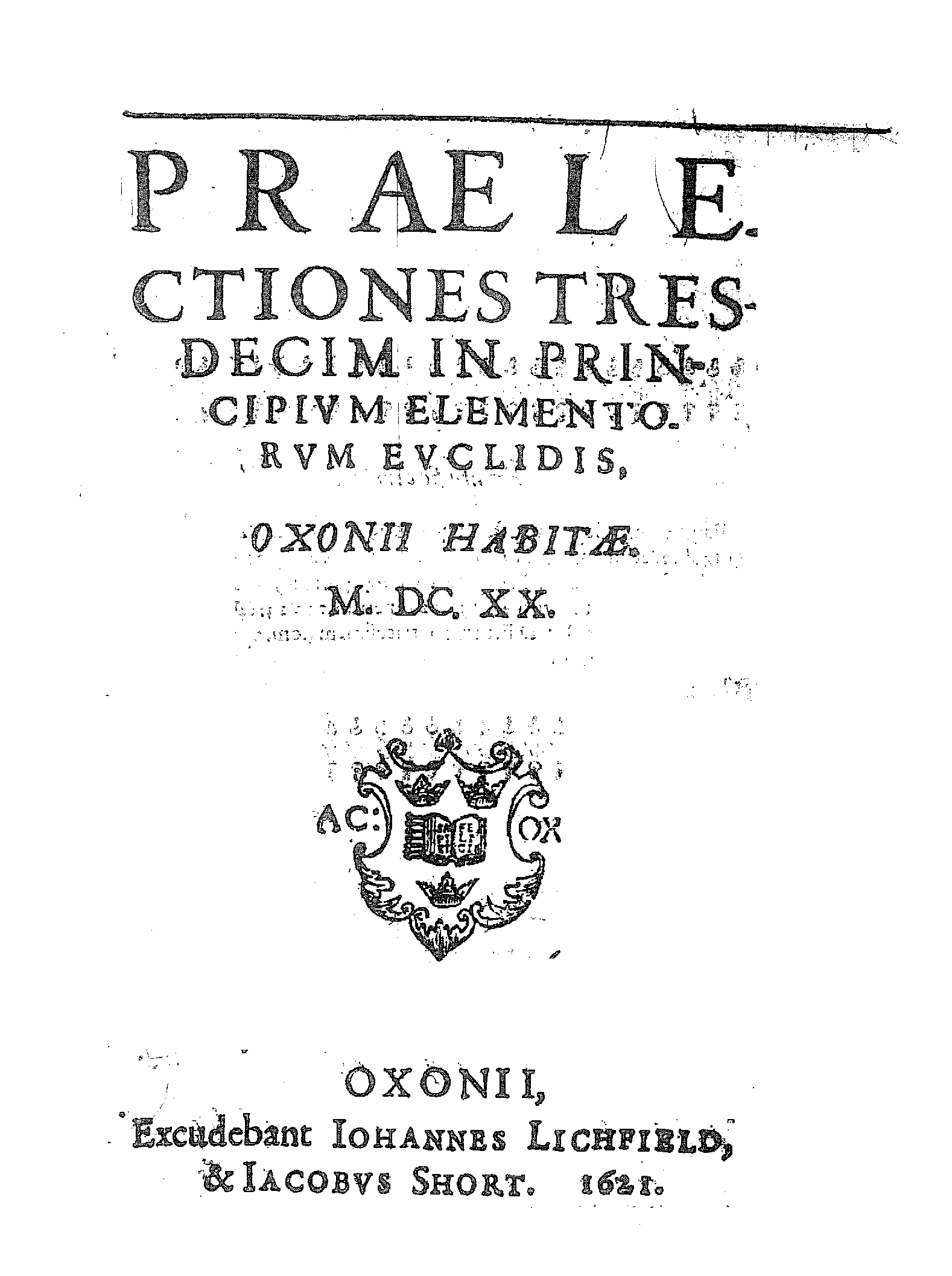
Praelectiones tresdecim in principium elementorum Euclidis, 1621

- (LA) Praelectiones tresdecim in principium elementorum Euclidis, Oxford, James Short & John Lichfield, 1621.